# GSC 03549-02811
GSC 03549-02811は、りゅう座の方向に約707光年離れた場所に位置する太陽に似たG型主系列星の主星とスペクトル分類K型の伴星から成る連星系である。ケプラー1（英語: Kepler-1）とも呼ばれる。見かけの明るさは11.25等級であり、肉眼で見ることは出来ないが、晴れた暗い夜に中型のアマチュア望遠鏡を用いれば観測することが出来る。形成から約51億年が経過しているとされている。

## 惑星系
2006年に、大西洋両岸系外惑星サーベイ（TrES）によるトランジット法の観測で主星GSC 03549-02811 Aを公転する太陽系外惑星TrES-2（TrES-2b）が発見された。GSC 03549-02811系は2018年まで運用されていた太陽系外惑星探索を目的としたケプラー宇宙望遠鏡の観測視野内にある。この惑星系は他の研究プロジェクトによる研究が続けられており、惑星系に関するパラメーターは継続的に改良されている。
| 名称 （恒星に近い順） | 質量           | 軌道長半径 （天文単位） | 公転周期 (日)             | 軌道離心率 | 軌道傾斜角    | 半径           |
| --------------------- | -------------- | ----------------------- | ------------------------- | ---------- | ------------- | -------------- |
| TrES-2 (TrES-2b)      | 1.199±0.052 MJ | 0.03555±0.00075         | 2.4706133738±0.0000000187 | 0          | 83.908±0.009° | 1.189±0.025 RJ |

TrES-2は現在知られている太陽系外惑星の中では最も暗い惑星であり、主星から受けた光を1%未満しか反射しないが、かすかに赤く輝いていることが示されている。これは表面温度が約1,100 ℃と非常に高いためであると考えられている。TrES-2は主星から潮汐固定の影響を受けていると想定されている。

## 連星系
2008年に、比較的小さな望遠鏡による初期のトランジット法の観測で発見された太陽系外惑星を持つ14個の恒星の研究が行われた。これらの恒星はスペインのカラル・アルト天文台にある口径2.2 mの反射望遠鏡で再調査された。その結果、GSC 03549-02811と他の2つの恒星が、それまで知られていなかった伴星を持つ連星系であることが判明した。それまで知られていなかったGSC 03549-02811の伴星は主星から約232 au離れている15等級のスペクトル分類K型の恒星で、画像上では主星から約1秒角ずれているように見える。この発見により、主星と惑星TrES-2のパラメーターの大幅な再計算が行われた。

## ケプラー計画

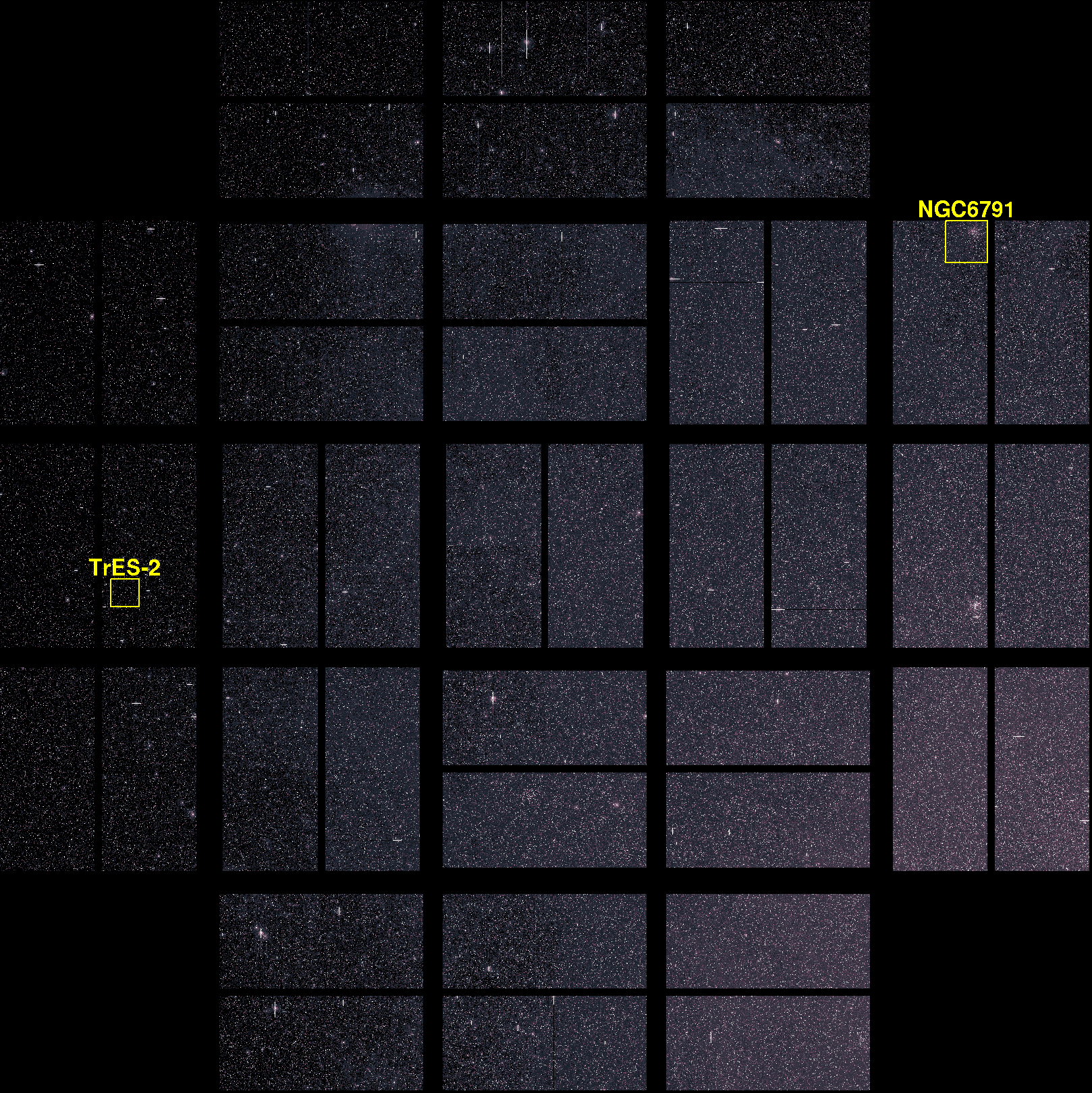
ケプラーのファーストライト画像におけるGSC 03549-02811系の位置。画像の左下が天の北極方向。

2009年3月、アメリカ航空宇宙局（NASA）は太陽系外惑星探索望遠鏡ケプラーを打ち上げた。ケプラーは太陽周回軌道からトランジット法で太陽系外惑星を発見するための探査ミッションである。同年4月、ミッションチームはケプラーが撮影したファーストライト画像を発表した。この画像ではGSC 03549-02811系は位置が印された2つの天体のうちの1つである。ケプラーの観測視野内に位置する既知の太陽系外惑星はTrES-2以外にも存在するが、このファーストライト画像では唯一、TrES-2のみ位置が印された。GSC 03549-02811系はケプラーにとって、望遠鏡の較正と機能のチェックに重要な天体である。